# Балицкий, Стефан
Стефан Балицкий (пол. Stefan Balicki; 17 мая 1899, с. Чуква (ныне Самборского района Львовской области Украины) — 29 марта 1943, Познань) — польский прозаик и новеллист, педагог.

## Биография
Родился в многодетной семье сельского учителя. Сперва изучал теологию в духовной семинарии во Львове.
После окончания первой мировой войны оставил учёбу в семинарии и вступил в польскую армию. В 1920 демобилизовался. Переехал из Львова в Познань. Поступил в университет и в 1921—1925 изучал польскую филологию.

### Педагогика и творчество
После окончания университета работал учителем, участвовал в литературной жизни Познани. Печатал короткие новеллы, рассказы, фельетоны и повести на страницах газет и журналов: Pamiętnik Warszawski, Kurier Poznański, Tęczy, Bluszcz, Dziennik Poznański, Żyсе Literackе, Gazeeta Polska, Wici Wielkopolski.
В 1926 г. редактировал журнал «Nowe Wici», входил в литературную группу «Loża». Писал под псевдонимом «Raptus».

## Вторая мировая война
В начале второй мировой войны был призван в польскую армию, после её поражения вернулся домой. Во время немецкой оккупации, участвовал в подпольной деятельности. 2 марта 1943 был арестован гестапо и помещен в концентрационный лагерь «Форт VII» в Познани.

### Гибель
После жестоких пыток и допросов покончил жизнь самоубийством в одной из камер концлагеря.

## Избранная библиография
- Dziewiąta fala (1930)
- Mały ludzi (1932—1933)
- Chłopcy. Szkice z życia szkoły (1933)
- Czerw (1936)
- Ludzie na zakręcie (1937)
- Dom wróżki (1939)
- Manekin i tancerka